# Isonychus vittatus
Isonychus vittatus är en skalbaggsart som beskrevs av Hermann Burmeister 1855. Isonychus vittatus ingår i släktet Isonychus och familjen Melolonthidae. Inga underarter finns listade i Catalogue of Life.